# Mizil
Mizil är en stad i Prahova, Rumänien. Den är belägen nordost om Bukarest på vägen mellan Ploieşti och Buzău. Tack vare sin placering utvecklades staden till en blomstrande handelsplats under 1700-talet, vilket varade fram tills 1900-talets början då en lång ekonomisk nedgång påbörjades. Under kommunisttiden övertog industrin jordbrukets roll som stadens viktigaste näring. Sedan kommunismens fall har dock många av de tidigare industrierna lagts ner.

## Geografi
Staden är belägen i sydöstra Prahova vid gränsen till Buzău. Runt staden ligger de fyra mindre orterna Gura Vadului (norr), Baba Ana (syd), Săhăteni (öst) och Fântânele (väst). I närområdet ligger även vingårdarna Tohani, Pietroasa och Istriţa. Mizil ligger 35 km från både Ploieşti och Buzău samt 92 km från Bukarest i sydväst. Mizil ligger på Mizilslätten som ligger mellan 80 och 95 möh. Slätten är en del av Bucureştilorslätten som i sin tur är en del av Valakiska slätten. Staden har ibland kallats "porten till Bărăgan", vilket syftar på Bărăganslätten som sträcker sig öster om staden. Mizil omfattar 1 931 hektar. 77,7% består av jordbruksmark, vatten, skog och grönområden medan 22,3% är stadsområde. Genom staden rinner Istăubäcken. I stadens administrativa område ingår även byn Fefelei, som dock är att betraktas som ett bostadsområde.

## Demografi
Enligt 2011 års statistik bestod Mizil av 14 312 invånare varav 83,7% var etniska rumäner och 16,3% var romer. Enligt 2008 års statistik tillhörde 93,9% Rumänsk-ortodoxa kyrkan medan 5,4% var protestanter. 0,7% uppgav att de var "annat" eller "inget". Mellan 1992 och 2011 föll stadens befolkning med 16,3%. Förklarande orsaker är låga födelsetal, utvandring samt dåliga ekonomiska förhållanden.

## Historia
Mizil nämns i skrift första gången 1529. 1585 benämns den som en by med namnet Eşteu och 1591 som Istău, vilket är namnet på bäcken som rinner genom staden. I början av 1700-talet ägdes den byn av Constantin Brâncoveanu som byggde hus vid en närliggande vingård. Under 1700-talet öppnades en hästbytarstation för brevbärare i byn, runt vilken affärsverksamhet växte fram. Läget mellan två stora städer gjorde byn särskilt gynnsam för affärsmän. Valakiets osmansktalande ledare kallade stationen för Menzil. Med tiden försvann n:et på grund av synkope och e:et byttes till i. Mizil blev även namnet på hela byn. 1790 fick Mizil sin första kyrka och 1830 blev byn officiellt en stad.
Handeln i Mizil var som mest intensiv under 1800-talet. Bland annat på grund av den nya snabbare vägen mellan Ploieşti och Buzău som började byggas 1847. Vägen bidrog till att förkorta restiden mellan Donaufurstendömenas huvudstäder, Bukarest och Iaşi. 1859 passerade Alexandru Ioan Cuza staden på sin väg till Bukarest, där han senare skulle bli furste över Rumänien. Mizils första skola etablerades 1857 av bojaren Ion Căciunescu. Undervisning hade dock pågått i staden sedan omkring 1838. En handelsskola öppnade 1902.
Staden snabba utveckling stannade av under 1900-talets första hälft. Under kommunisttiden var staden administrativt centrum för Mizils rajon i Regiunea Ploieşti. Under denna tid utvecklades textilindustrin, träindustrin och den mekaniska industri till stadens viktigaste näringar.

## Politik, ekonomi och infrastruktur

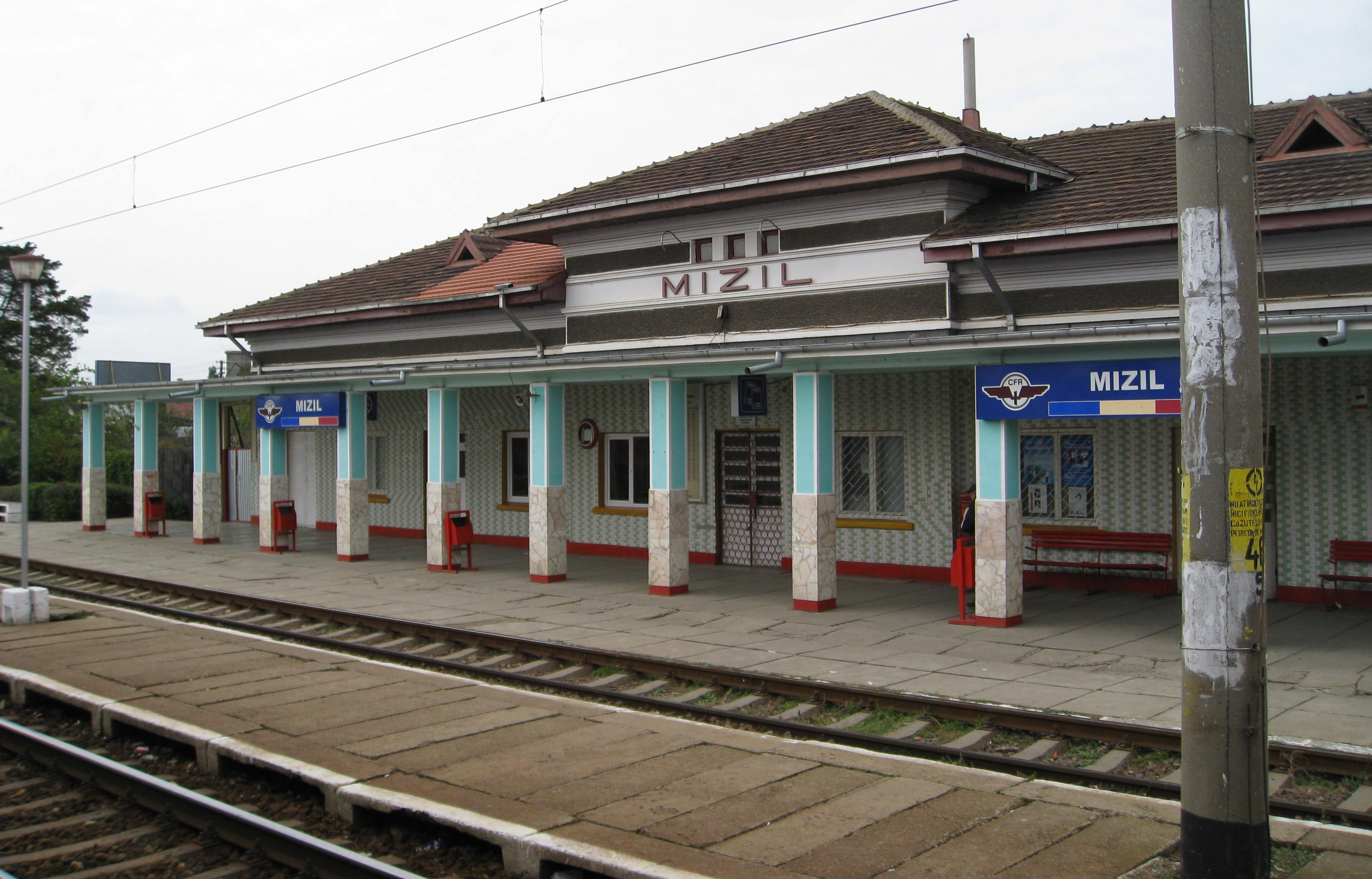
Järnvägsstationen i Mizil

Mizil styrs av en borgmästare och ett stadsfullmäktige bestående av 17 medlemmar. Sedan lokalvalet 2012 består stadsfullmäktige av partierna från den numera upplösta Socialliberal unionen med 12 mandat, Folkpartiet - Dan Diaconescu, med två mandat, Liberaldemokratiska partiet partiet med två mandat samt Romernas parti med ett mandat.
Staden får sitt kranvatten från Bălțești, genom ett system som byggdes 1968. Det drivs idag av ett privat företag. Sedan 2005 sköts även sopsorteringen av ett privat bolag på uppdrag av staden. Sedan 2002 får staden värme från naturgas istället för villaolja. Mizil har ett vägnät bestående av totalt 35 km väg, varav 36% är asfalterat. Den största vägen är E577. Staden saknar kollektivtrafik, men det finns privata bussbolag som kör till Ploieşti, Buzău och omkringliggande samhällen. Staden har även järnvägsförbindelser med bland annat Bukarest.
2002 hade staden 8 hektar grönområden. 2005 bestod staden av 1 448 hektar jordbruksmark. Av dessa var 89% är odlad åkermark, 7% betesmarker och 6% vingårdar.
Under kommunisttiden var Mizil starkt beroende av tre fabriker som sysselsätta de flesta av stadens invånare. Fabrikerna tillverkade försvarsmateriel, textilier och madrasser. När fabrikerna i slutet av 1990-talet avskedade tusentals av sina anställda drabbades staden av svåra ekonomiska problem och hög arbetslöshet som följd. Stadens romska minoritet är särskilt drabbade av arbetslösheten.

## Kultur
Mizil har tre historiska ortodoxa kyrkor. Den äldsta, tillägnad treenigheten byggdes i slutet av 1700-talet. I staden finns även ett minnesmonument, byggt 1921 och tillägnat de Mizilbor som deltog i första världskriget. Staden har ett offentligt bibliotek och ett kulturhus byggt på 1960-talet.

## Personer från Mizil
- Octav Mayer

## Vänorter
- Iargara[6]
- Lingewaard[7]